# Wojna nie ma w sobie nic z kobiety
Wojna nie ma w sobie nic z kobiety – reportaż Swiatłany Aleksijewicz opublikowany w 1985 roku. Składa się z wywiadów z kobietami, które brały udział w II wojnie światowej, pokazujących inne niż oficjalne i heroiczne oblicze wojny. Książka została przetłumaczona na 20 języków.
Do napisania książki pisarkę skłoniły opowieści z czasów wojny, opowiadane przez kobiety w wiosce, w której dorastała. Historie te różniły się zdecydowanie od uładzonej bohaterskiej wersji historii, znanej z książek i szkół w ZSRR. Nad książką pracowała od 1978 do 1983 roku, przeprowadzając wywiady z setkami kobiet zaangażowanych w działania wojenne (pełniących służbę jako sanitariuszki, ale też jako piloci, kierowcy, snajperki i partyzantki). Proces przetwarzania tak brutalnych opowieści był dla Aleksijewicz wycieńczający – zdecydowała, że nigdy już nie będzie pisała o wojnie (z czasem zamysł ten porzuciła i stworzyła kolejne książki o tematyce wojennej).
Autorka miała duże problemy z publikacją reportażu – książka oczekiwała na wydanie dwa lata. Ukazała się w ZSRR w 1985 roku (w odcinkach w dwóch czasopismach i w dwóch wydawnictwach książkowych) i sprzedała się w dwóch milionach egzemplarzy. Opublikowano ją jednak w okrojonej wersji – niektóre fragmenty ukazały się w Rosji po raz pierwszy dopiero w nowym wydaniu w 2004 roku.
Reportaż otrzymał Literacką Nagrodę Europy Środkowej „Angelus” (2011) oraz Nagrodę im. Ryszarda Kapuścińskiego za reportaż literacki (2011).
Na podstawie utworu stworzono cykl filmów dokumentalnych. W Teatrze im. Stefana Jaracza w Olsztynie zrealizowano także adaptację teatralną w reżyserii Krzysztofa Popiołka. 30 października 2018 r., w Faktycznym Domu Kultury w Warszawie, premierę miał spektakl – wykonaniu teatru Tema(t) z Warszawy, w reżyserii Renaty Dymnej – „Wojna nie jest kobietą” na podstawie książki Swietłany Aleksijewicz.